# Olivier Robitaille
Pour les articles homonymes, voir Robitaille.
Olivier Robitaille, né le 3 décembre 1811 et mort le 3 novembre 1896 à Québec, est un médecin, un homme d'affaires et un homme politique québécois. Il est maire de Québec de 1856 à 1857.

## Biographie
Né à Québec, fils du charpentier Étienne Robitaille, il fait ses études au Petit Séminaire de Québec. Il s'entraîne à la médecine avec Joseph Morrin, en travaillant comme interne au Marine and Emigrant Hospital. Il obtient son diplôme de l'université Harvard en 1838, est qualifié pour exercer au Bas-Canada plus tard cette année-là et s'installe dans la ville de Québec. Il travaille aussi comme médecin visitant au Marine and Emigrant Hospital, et est médecin pour la prison de Québec.
Bien que favorable à la cause Patriote, il ne prend pas part aux rébellions. Robitaille aide à la fondation de la Société Saint-Jean-Baptiste à Québec en 1842. En 1844, il se marie avec Zoé-Louise, la fille de Claude Dénéchau. Il est élu au conseil municipal en 1851 et y reste jusqu'en 1856. Robitaille est choisi comme maire par les membres du conseil municipal en 1856 ; durant son mandat, une loi est votée à l'Assemblée législative, permettant aux citoyens d'élire le maire. Il participe à la fondation de la Caisse d’Épargne de Notre-Dame de Québec et en est le premier président. Robitaille participe aussi à la fondation de la Banque Nationale. Après la mort de sa première femme, il épouse Charlotte Verchères Boucher de Boucherville, la veuve de l'avocat Pierre-Auguste Quesnel, en 1859.
Il participe à la fondation du journal catholique Le Courrier du Canada en 1857. En 1878, il est nommé chevalier de l'Ordre de Saint-Sylvestre par le pape Pie IX. Il se retire de la médecine en 1883.
Il meurt à Québec en 1896 à l'âge de 74 ans, un mois avant son 75e anniversaire et il est enterré au cimetière Notre-Dame-de-Belmont.

## Hommages
La rue Robitaille a été nommée en son honneur, en 1986, dans la ville de Québec.

## Archives
- Le fonds d'archives d'Olivier Robitaille est conservé au centre d'archives de Québec de Bibliothèque et Archives nationales du Québec[1].